# Bahçelievler
Bahçelievler is een Turks district in de provincie Istanboel en telt 571.711 inwoners (2007). Het district heeft een oppervlakte van 16,2 km².
De bevolkingsontwikkeling van het district is weergegeven in onderstaande tabel.
| 1935 | 1940 | 1945 | 1950 | 1955  | 1960  | 1965   | 1970   | 1975    | 1980    | 1985    | 1990    | 1997    | 2000    | 2007    |
| 523  | 542  | 601  | 812  | 1.322 | 8.509 | 20.881 | 49.320 | 102.533 | 160.733 | 237.691 | 322.234 | 442.877 | 464.903 | 571.711 |